# Valentino
För andra betydelser, se Valentino (olika betydelser).
Valentino Clemente Ludovico Garavani, mest känd som Valentino, född 11 maj 1932 i Voghera i Lombardiet, är en italiensk modedesigner och grundaren av märket och företaget Valentino SpA. Hans tidigare partner i det privata och i affärerna är Giancarlo Giammetti, paret är förutom modeskapandet också känt för en mycket extravagant livsstil och ett stort och exklusivt konstintresse. 
Valentino öppnade sin första studio 1959 i Rom. Han har öppnat butiker i många länder, den första var i Milano 1967. I Tokyo öppnades en 1976. Mellan 2006 och 2008 öppnades Valentino-boutiquer i Boston, Bangkok, Honolulu, Dallas och Buenos Aires och Atlanta. 1978 lanserades Valentino perfume vid en galakväll vid Champs Élysées i Paris. 
Valentino har mottagit olika utmärkelser under sin karriär, exempelvis the Neiman Marcus Prize i Dallas 1967,  Grand'Ufficiale dell'Ordine al Merito den högsta utmärkelsen i Italien, the Cavaliere di Gran Croce av Italiens president 1985-1986. 
Boken Valentino publiceras 1982 och öst/vinterkollektionen presenteras vid Metropolitan Museum of Art, New York. 1990 grundade han organisationen L.I.F.E tillsammans Giancarlo Giammetti. Organisationen ska arbeta mot aids.

## Privatliv
Konst, bland annat verk av Picasso, Cy Twombly, Balthus och Damien Hirst, finns utspridda i deras villor, herrgårdar, slott och lägenheter över världen. 
Valentino är också känd för att i sin karriär ha blivit inspirerad av glamorösa kvinnor. Några av dem har blivit nära vänner, såsom Nati Abascal, en före detta spansk modell och tidigare hertiginnan av Feria, grevinnan Jacqueline de Ribes, kejsarinnan Farah Pahlavi och H.K.H Prinsessan Rosario av Bulgarien, Prinsessan av Preslav, gift med H.K.H Prins Kyril av Bulgarien, prins av Preslav. Valentino designade även brudklänningen som Prinsessan Madeleine bar under sitt bröllop.

## Valentino i film
Ett av de ovanligare inslagen i karriären utgörs av det inhopp han gjorde i filmen Djävulen bär Prada, där han spelar sig själv. 2008 gjordes dokumentären Valentino: The Last Emperor, vilken hade premiär vid Venedigs internationella filmfestival. Producent och regissör var Matt Tyrnauer, som även arbetar för Vanity Fair magazine. I filmen får man följa Valentino och hans innersta krets under ett flertal evenemang, inklusive 45-årsfirandet (då han firade 45 år i branschen).

## Bildgalleri

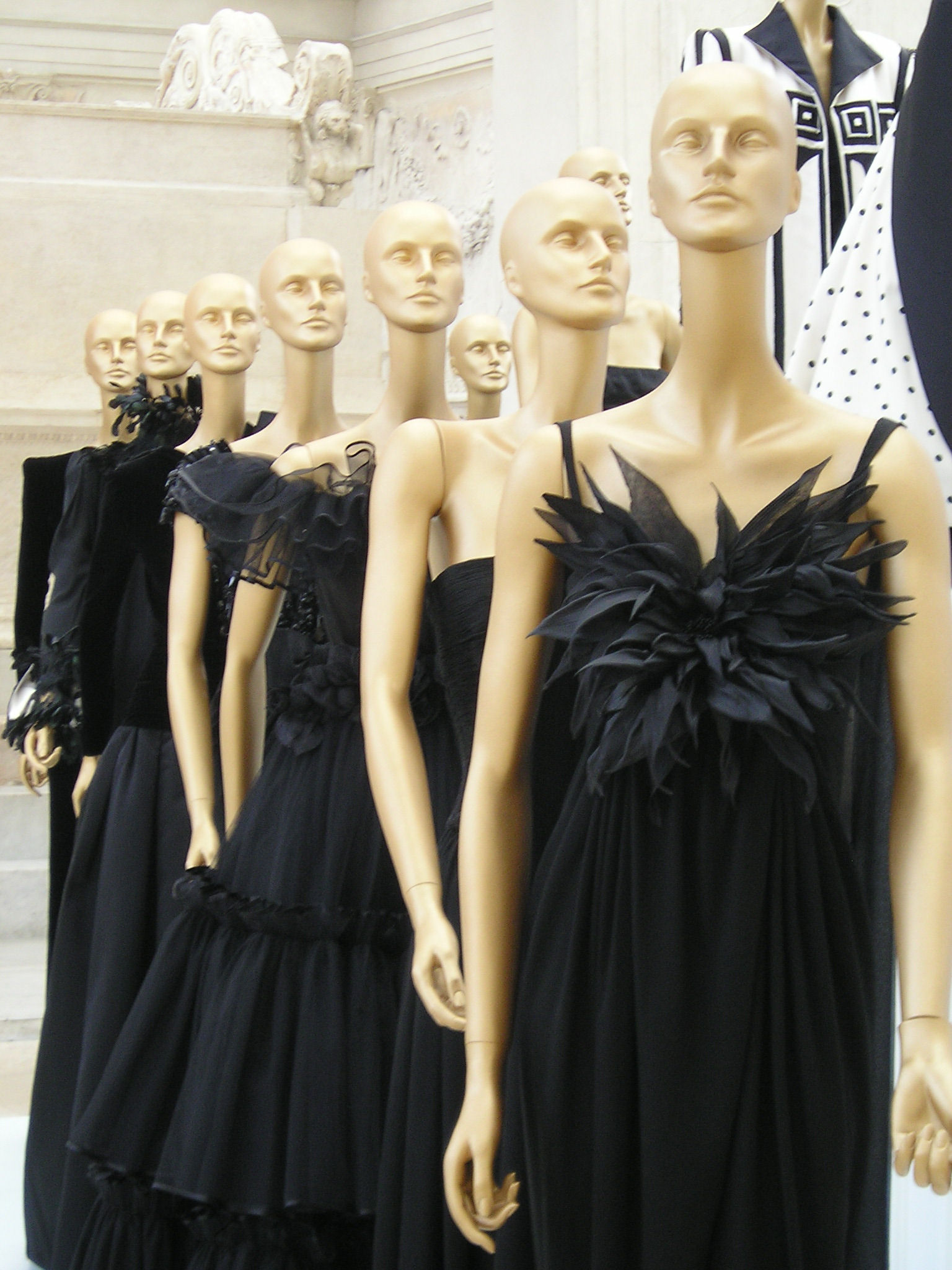
Svarta aftonklänningar av Valentino visas upp i Museo Ara Pacis, Rom 2007.
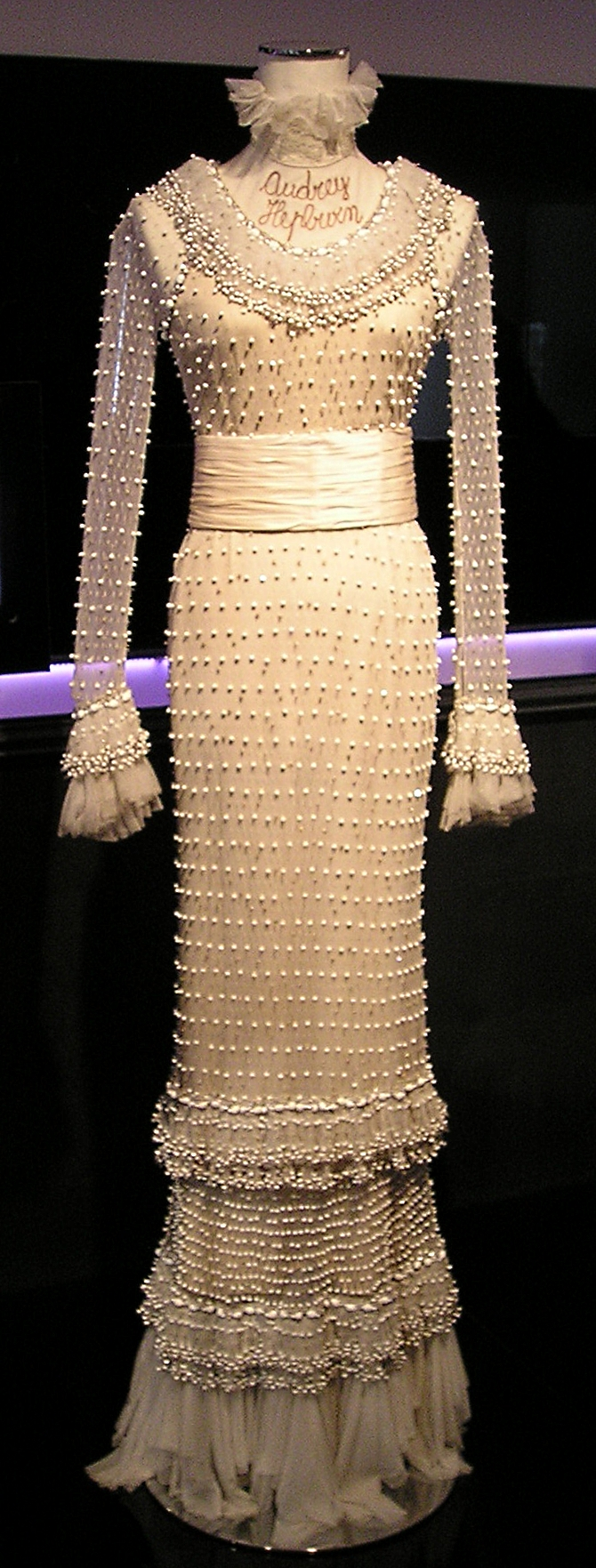
Aftonklänning från 1971 av Valentino som tillhört Audrey Hepburn, Museo Ara Pacis, Rom 2007.
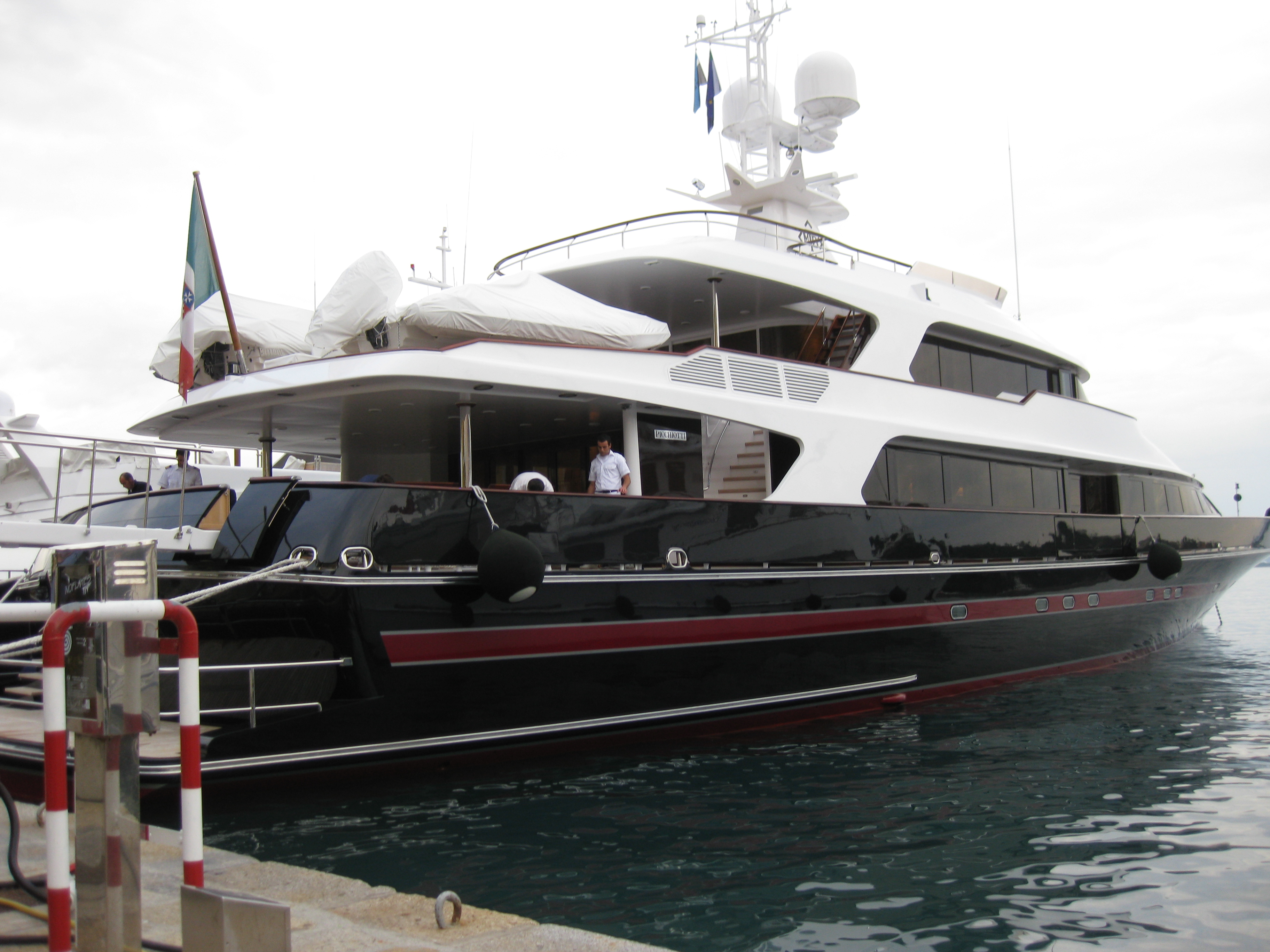
Valentino yacht förtöjd i Monte Argentario, Italien.